# Artturi Ilmari Virtanen

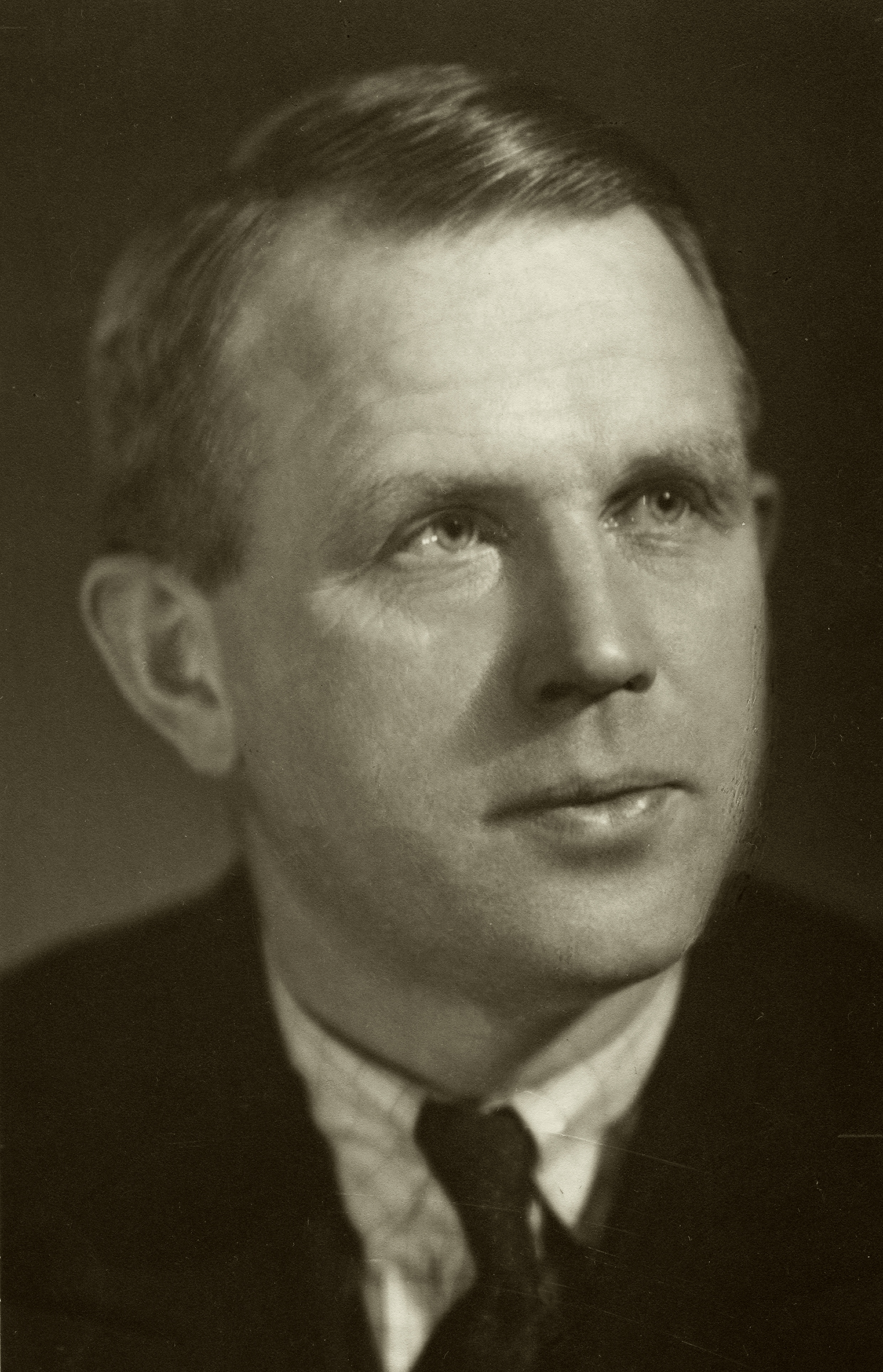
Artturi Ilmari Virtanen in den 1940en oder 1950en Jahren

Artturi Ilmari Virtanen [ˈɑrtːuri ˈilmɑri ˈvirtɑnɛn]  (* 15. Januar 1895 in Helsinki; † 11. November 1973 in Helsinki) war ein finnischer Biochemiker. Er erhielt 1945 den Nobelpreis für Chemie „für seine Untersuchungen und Entdeckungen auf dem Gebiet der Agrikultur- und Nahrungsmittelchemie, insbesondere für seine Methode der Konservierung von Futtermitteln und Futterpflanzen“. Er gilt durch seine Arbeiten als einer der Begründer der Ernährungswissenschaften und vor allem der Lebensmittelchemie.

## Leben
Artturi Ilmari Virtanen wurde 1895 in Helsinki als Sohn von Kaarlo Virtanen und Serafiina Isotalo geboren. Seine Schulausbildung erhielt er im Klassischen Gymnasium von Wiborg (finnisch Viipuri, heute amtlich russisch Выборг/Wyborg), danach studierte er ab 1913 an der Universität Helsinki Chemie, Biologie und Physik. 1919 beendete er das Studium mit der Promotion und startete sein Berufsleben in den Laboratorien des Zentralverbandes der finnischen Molkereigenossenschaft Valio. 1921 wurde er Direktor der Genossenschaft. 1931 erhielt er ein eigenes Laboratorium und eine Berufung für eine Professur für Biochemie an die Universität Helsinki, die er bis zu seiner Emeritierung 1948 innehatte. Er starb 1973 in seiner Heimatstadt und wurde auf dem Friedhof Hietaniemi beigesetzt. Sein Sohn Kaarlo Virtanen war Mathematiker.

## Werk

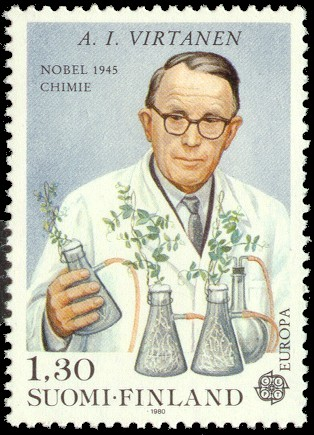
Finnische Briefmarke von 1980

Die Arbeit von Artturi Virtanen konzentrierte sich vor allem auf die Inhaltsstoffe pflanzlicher Nahrung. So studierte er etwa die Biosynthese der Vitamine und konnte zahlreiche neue Inhaltsstoffe aus Pflanzen isolieren und ihre Bedeutung für die Ernährung untersuchen.
Ab 1924 untersuchte er die bakteriellen Prozesse bei der Käse- und Milchherstellung und beobachtete die enzymatischen Vorgänge in den Gärungsprozessen. Des Weiteren untersuchte er die Stickstofffixierung bei Hülsenfrüchtlern (Leguminosen) und deren Knöllchenbakterien. Er konnte den roten Farbstoff Legoglobin der Bakterien identifizieren und stellte eine nahe chemische Verwandtschaft mit dem Blutfarbstoff Hämoglobin und die Bedeutung bei der Aufnahme von Gasen heraus. Weitere Untersuchungen konzentrierten sich auf Gärprozesse im Boden, den Säuregehalt von Böden und die Lebensweise von Bodenbakterien.
Bei den biochemischen Prozessen konzentrierte er sich zudem auf die Nitrataufnahme bei Pflanzen sowie die Herstellung von Vitaminen, Aminosäure und Proteinen. Er isolierte unter anderem neue Formen der Ketocarbonsäuren, Aminocarbonsäuren sowie schwefelhaltige Verbindungen und antibakteriell wirkende Inhaltsstoffe der Zwiebel und des Knoblauchs.
Den Nobelpreis bekam er vor allem aufgrund der Entwicklung der AIV-Methode zur Konservierung von Futtermitteln, bei der wichtige Inhaltsstoffe wie die Vitamine nicht zerstört werden. Dies erreichte er durch spezielle Silageverfahren nach der Ernte proteinreicher Futterpflanzen. Später entwickelte er zudem ein Verfahren zur Milchproduktion bei proteinfreier Ernährung der Kühe.
Ab 1949 war er korrespondierendes Mitglied der Bayerischen Akademie der Wissenschaften. 1959 wurde er Ehrenmitglied (Honorary Fellow) der Royal Society of Edinburgh. 1963 wurde er zum Mitglied der Deutschen Akademie der Naturforscher Leopoldina gewählt, 1969 in die National Academy of Sciences.

## Ehrungen
Der Asteroid (1449) Virtanen trägt den Namen des Biochemikers. Seit 1970 ist der Mondkrater Virtanen nach ihm benannt.